# Саад Джумаа
Саад Джумаа (араб. سعد جمعة‎‎, 1916—1979, Лондон) — мыслитель, писатель, переводчик и премьер-министр Иордании с 23 апреля 1967 года по 7 октября 1967 года.
Джумаа курдского происхождения. Он родился в мухафазе Эт-Тафила. Окончил среднюю школу для мальчиков города Ас-Сальт, а затем изучал право в Университете Дамаска, который окончил в 1947 году.
В 1949/50 работал в министерстве иностранных дел, затем до 1954 года в министерстве внутренних дел. В 1954 стал губернатором столицы Амман. В 1958/59 снова работал в министерстве иностранных дел, потом, до 1962 года был послом Иордании в Иране и Сирии.
С 1962 по 1965 год был послом в США, а 1969/1970 в Великобритании.
В трудное для страны время король Хусейн бен Талал попросил Саада Джумаа замещать Хусейна ибн Насер и формировать правительство. Первое правительство приступило к работе 23 апреля 1967 года и завоевала полную поддержку парламента подписанием договоров о военной взаимопомощи с Египтом (30 мая 1967) и Ираком (4 июня 1967).
1 августа 1967 года после неуспешной шестидневной войны правительство подало в отставку.
По просьбе короля сформировал второе правительство, которое работало с 2 августа до 7 октября 1967 года.
Саад Джумаа умер в 1979 году от сердечного приступа в Лондоне и был похоронен в Аммане.